# Stoni Scheurer
Chr. (Stoni) Scheurer (oktober 1942) is een Nederlands politicus van het CDA.
In juli van 2000 werd ze burgemeester van Rijnwaarden. Zes jaar later werd Scheurer herbenoemd en toen werd ervan uitgegaan dat ze rond oktober 2007 zou stoppen omdat ze in die maand 65 zou worden en met de toen geldende regels zou dan automatisch ontslag volgen. In mei 2007 werd die regeling aangepast waardoor kroonbenoemde burgemeesters tot hun 70e aan kunnen blijven en Scheurer was waarschijnlijk de eerste die van die mogelijkheid gebruikmaakte. In november 2008 is Scheurer alsnog met pensioen gegaan.